# Porotrichum squarrosum
Porotrichum squarrosum là một loài Rêu trong họ Neckeraceae. Loài này được (Arzeni) H.A. Crum & Steere miêu tả khoa học đầu tiên năm 1958.